# Góra Szczylowska
Góra Szczylowska (937 m) – szczyt w południowo-wschodnim grzbiecie Gorca w Gorcach. W kolejności od północy na południe znajdują się w nim szczyty: Mraźnica (1163 m), Góra Szlagowa (ok. 1010 m), Czertys (968 m) i Góra Szczylowska (937 m). Grzbiet ten, zwany Strzelowskim opada do doliny rzeki Ochotnicy, oddzielając doliny dwóch jej dopływów: Potoku Gorcowego i Młynnego.
W nazewnictwie miejscowym Szczylowska Góra to Palenica.
Górę Szczylowską porasta las, ale na jej stokach znajduje się dużo trawiastych obszarów – to pozostałości dawnych hal pasterskich i łąk. Bezleśna jest również najniższa część jej stoków wschodnich – to pola uprawne należącego do Ochotnicy Dolnej przysiółka Młynne. Nie prowadzi tędy żaden znakowany szlak turystyczny, ale całym grzbietem Strzelowskiego z Ochotnicy dolnej na halę Gorc Młynieński prowadzi terenowa droga. Szczyt Szczylowskiej Góry omija po zachodniej stronie, nad doliną Potoku Gorcowego.
Góra Szczylowska znajduje się w granicach wsi Ochotnica Dolna w województwie małopolskim, w powiecie nowotarskim, w gminie Ochotnica Dolna.